# Phare de Punta del Este
Le phare de Punta del Este est un phare maritime situé à Punta del Este en Uruguay. Il a été mis en service le 1er février 1860.

## Caractéristiques
Le phare est une tour cylindrique d'une hauteur de 25 mètres, sa lumière a une portée de 8,8 miles et il émet un flash toutes les huit secondes. 

## Le phare dans la culture
Le 14 mars 2000, la poste uruguayenne a imprimé un timbre, code 2000-04-S, d'une valeur de 5 pesos uruguayens à l'effigie du phare. 

## Source
- (es) Cet article est partiellement ou en totalité issu de l’article de Wikipédia en espagnol intitulé « Faro de Punta del Este » (voir la liste des auteurs).